# Theridion lanceatum
Theridion lanceatum là một loài nhện trong họ Theridiidae.
Loài này thuộc chi Theridion. Theridion lanceatum được miêu tả năm 2007 bởi Zhang & Zhu.